# Humlum
Humlum – miasto w Danii, w regionie Jutlandia Środkowa, w gminie Struer.